# Programy biblijne
Programy biblijne – oprogramowanie komputerowe, umożliwiające dostęp do tekstów ksiąg Biblii. 

## Typowe funkcje programów biblijnych
- możliwość jednoczesnej pracy na kilku przekładach,
- widok interlinearny (jeden werset we wszystkich przekładach),
- przeszukiwanie treści przekładów biblijnych, tworzenie konkordancji,
- możliwość oznaczania tekstów i tworzenia własnych komentarzy,
- użycie hiperłączy w komentarzach oraz miejscach powiązanych (w procesie skrutacji).

Większość programów biblijnych zawiera też komentarze i słowniki terminów biblijnych lub języków oryginalnych (np. w systemie Stronga).

## Zestawienie programów biblijnych
Poniższe zestawienie zawiera wszystkie programy biblijne dla komputerów klasy PC, które zawierają choć jeden polski przekład i które miały co najmniej jedną stabilną wersję. 
| Nazwa i link       | Platforma               | Licencja | Polskie przekłady                                                                           | Opis |
| ------------------ | ----------------------- | -------- | ------------------------------------------------------------------------------------------- | --- |
| Bible Works        | Windows                 | płatny   | BT4, BG, UBG(NT)                                                                            | Anglojęzyczny, komercyjny program przeznaczony głównie dla biblistów i tłumaczy, zawiera słowniki języków oryginalnych, konkordancje, pomoce dotyczące krytyki tekstu. Producent oferuje również kilkadziesiąt dodatkowych, płatnych modułów. http://www.bibleworks.com/ |
| Accordance         | macOS, Windows, iOS     | płatny   | NPP, BT (w przygotowaniu)                                                                   | Anglojęzyczny program o bardzo zaawansowanych możliwościach. Poszczególne wersje tekstów oryginalnych, aparatów krytycznych, starożytnych przekładów, współczesnych tłumaczeń, komentarzy, a także bazy zdjęć i diagramów dostępne w osobnych płatnych modułach. Jedyny z rozwiniętych projektów, których daje dostęp do wszystkich wykupionych modułów na urządzeniu mobilnym (iOS). https://www.accordancebible.com Krótka recenzja w języku polskim w serwisie www.orygenes.pl |
| BibleTime          | Linux                   | GNU      | BG, BWP, Psałterz Dawidów                                                                   | Anglojęzyczny program dla środowiska KDE, oparty na Sword Project i korzystający z jego modułów. http://bibletime.info/ |
| Biblia dla windows | Windows                 | freeware | BT4, BW, BG                                                                                 | Polski program biblijny z podstawowymi funkcjami, powstały w środowisku Wolnych Badaczy Pisma Świętego. Nie zostało określone pochodzenie i autoryzacja użytych przekładów biblijnych. Dostępna również Manna autorstwa pastora Russella |
| E-Biblia           | Windows                 | płatny   | BT5, BW, BWP, BB, BG, NBG, Wujek, Przekład Dosłowny                                         | Polski program biblijny powstały w środowisku Kościoła Adwentystów Dnia Siódmego. Jako jedyny zawiera autoryzowaną wersję V wydania Biblii Tysiąclecia wraz z komentarzami, a także Biblię Jakuba Wujka. Rozprowadzany na płycie CD, zawiera także przekłady obcojęzyczne oraz publikacje i kazania (protestanckie, głównie adwentystyczne, m.in. książki Ellen G. White). http://e-biblia.pl/ |
| E-Sword            | Windows                 | freeware | BG, UBG(NT)                                                                                 | Program zawiera bibliotekę modułów dodatkowych (m.in. angielskich przekładów Biblii, tekstów oryginalnych [greckich i hebrajskich], a także anglojęzycznych komentarzy i map). Dostępne są również moduły komercyjne (współczesne przekłady i komentarze). Oficjalnie dostępne są dwa polskie przekłady Biblii, istnieje jednak możliwość importu przekładów z pakietu Sword. http://www.e-sword.net/ |
| Online Bible       | Windows                 | freeware | BG                                                                                          | Program anglojęzyczny, z polskim interfejsem, zawiera głównie angielskie przekłady. Jest rozszerzalny przez moduły (przekłady, komentarze) - przy czym publikacje współczesne są płatne. http://www.onlinebible.net/ |
| Projekt Sword      | Windows                 | GPL      | BG, BWP, Psałterz Dawidów                                                                   | Międzynarodowy projekt powszechnie dostępnego, bezpłatnego oprogramowania biblijnego, prowadzony przez CrossWire Bible Society. Wśród dostępnych modułów można znaleźć liczne przekłady angielskie i w innych językach, a także słowniki i komentarze. Projekt udostępnia bibliotekę DLL (libsword), dlatego istnieje wiele zgodnych z nim programów, jak BibleTime, Gnome Sword i MacSword. Istnieje częściowe wsparcie dla standardu OSIS, przez który można importować moduły innych programów biblijnych. Architektura pakietu jest oparta na zdefiniowanych wariantach kanonu Biblii hebrajskiej (Tanach), dlatego programy mogą ignorować pisma deuterokanoniczne lub wyświetlać je na końcu Biblii. http://www.crosswire.org/sword/ |
| Theophilos         | Windows                 | freeware | BG, BT4, BB(NT), BP(NT), BW, BWP                                                            | Program darmowy, rozbudowana wersja Theophilos Studio sprzedawana na płycie CD, jednak większość modułów dostępna jest nieodpłatnie na stronie producenta. http://theophilos.com/ |
| rBiblia            | Windows, .NET 3.5/4.7.2 | freeware | BG, BT4, BT5, BB(NT), BP, BW, BWP, UBG, NBG, Lubelska, Mesjańska, Nieświeska, Szwedzka (NT) | Darmowy program w wersji polskiej dla systemów Windows. Najważniejsze cechy aplikacji to możliwość przeglądania wielu tłumaczeń równocześnie, zaawansowane wyszukiwanie oparte na wzorcach, oznaczanie wersetów, kopiowanie do schowka, dostosowanie wyglądu, łatwe pobieranie oraz aktualizacja tłumaczeń. Do prawidłowego działania wymagany jest komputer z dowolnym systemem Windows (x86/x64) oraz zainstalowana platforma .NET 3.5/4.7.2. https://rbiblia.toborek.info |

### Użyte skróty przekładów biblijnych
- BT4 – Biblia Tysiąclecia, wydanie IV
- BT5 – Biblia Tysiąclecia, wydanie V
- BP – Biblia poznańska
- BW – Biblia warszawska
- BWP – Biblia warszawsko-praska
- BB – Biblia brzeska
- BG – Biblia gdańska
- NBG – Nowa Biblia gdańska
- UBG – Uwspółcześniona Biblia Gdańska, przekład dokonany przez fundację Wrota Nadziei
- NPP – Nowe Przymierze i Psalmy, przekład dokonany przez Ewangeliczny Instytut Biblijny (środowisko chrześcijan ewangelicznych)